# The Wanderer (film fra 1913)
The Wanderer er en amerikansk stumfilm fra 1913 af D. W. Griffith.

## Medvirkende
- Henry B. Walthall
- Charles Hill Mailes
- Christy Cabanne
- Kate Bruce
- Lionel Barrymore